# Margarida da Dinamarca, Rainha da Escócia
Margarida da Dinamarca, também conhecida como Margarida da Noruega (em dinamarquês: Margrete) (23 de junho de 1456 — 14 de julho de 1486) foi uma princesa da Dinamarca e rainha da Escócia. Era filha do rei Cristiano I da Dinamarca, Noruega e Suécia e de Doroteia de Brandemburgo.

## Biografia
Casou-se, em 13 de julho de 1469, com o rei Jaime III da Escócia. Seu pai, o rei Cristiano, havia prometido um dote extraordinário para ela. Entretanto, como estava sem recursos, as Órcadas e as ilhas Shetland, possessões da Coroa Norueguesa, foram prometidas como segurança até que o dote fosse pago.

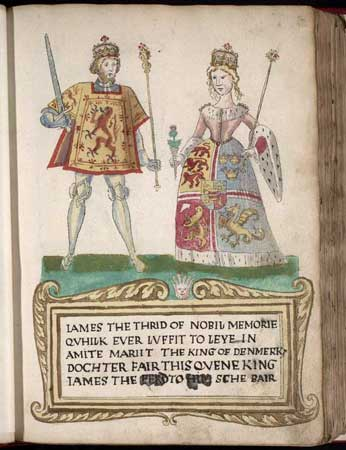
representação de Jaime e Margarida, rei e rainha da Escócia.

Na época, William Sinclair, 1.° conde de Caithness era o nórdico conde das Órcadas. Em 1473, Jaime III lhe outorgou o castelo e as terras de Ravenscraig, em Fife, em troca de todos os direitos dele sobre o condado das Órcadas, que, por um ato do Parlamento da Escócia, passado em 20 de fevereiro de 1472, foi anexado à Coroa Escocesa.
Margarida morreu aos trinta anos, no Castelo de Stirling; seu corpo foi sepultado na Abadia de Cambuskenneth, Stirlingshire.

## Descendência
Margarida e Jaime tiveram três filhos:
- Jaime IV (17 de março de 1473 — 9 de setembro de 1513), rei da Escócia;[1]
- Jaime Stewart (março de 1476; 12 de janeiro de 1504), duque de Ross;
- João Stewart (1479; 11 de março de 1503), conde de Mar.